# چولواوتا (فلوریدا)
چولواوتا (به انگلیسی: Chuluota) یک منطقهٔ مسکونی در ایالات متحده آمریکا است که در شهرستان سمینول، فلوریدا واقع شده‌است. چولواوتا ۵٫۷ کیلومتر مربع مساحت و ۲٬۴۸۳ نفر جمعیت دارد و ۱۸ متر بالاتر از سطح دریا قرار دارد.